# Анушка Мартен
Анушка Мартен (фр. Anouchka Martin, 5 лютого 1993) — французька плавчиня.
Учасниця Олімпійських Ігор 2020 року.
Чемпіонка Європи з водних видів спорту 2018 року, призерка 2020 року.
Чемпіонка Європи з плавання на короткій воді 2019 року.